# Phare de Point Loma (1891)
Pour les articles homonymes, voir Phare de Point Loma.
Le phare de Point Loma est un phare situé à l'extrémité sud de la péninsule de Point Loma à San Diego, dans le comté de San Diego (État de la Californie), aux États-Unis.
Ce phare est géré par la Garde côtière américaine, et les phares de l'État de Californie sont entretenues par le District 11 de la Garde côtière .

## Histoire
Le second phare de Point Loma a été allumé pour la première fois le 23 mars 1891, en remplacement du vieux phare de Point Loma (1855) qui est au sommet des falaises de  Point Loma. Trop souvent obscurci par le brouillard à cause de sa trop haute altitude, la nouvelle lumière est seulement à 27 m au-dessus de l'eau. Le premier gardien de phare était Robert Decatur Israel, qui fut gardien du vieux phare pendant 18 ans.
La lumière d'origine, avec une lentille de Fresnel de 3e ordre, avait une puissance de 600 000 candelas et pouvait être vue à une distance d'environ 15 milles marins (environ 28 km). Il y avait aussi une corne de brume à deux tons et des quartiers d'habitation pour plusieurs familles.
La lumière a été automatisée en 1973. En février 2013, la lumière utilisée depuis 1999 a été remplacée par un VLB-44. L'appareil à LED réduit le coût d'entretien du phare et est plus lumineux que la lumière précédente.

## Description
La tour est une colonne cylindrique blanche, supportant une galerie et une lanterne noires de 21 m, soutenue par une armature pyramidale. Il est aussi équipé d'une corne de brume. Sa balise moderne de type VRB-44 émet, à une hauteur focale de 27 m, un éclat blanc toutes les 15 secondes. Sa portée nominale est de 22 milles nautiques (environ 41 km).
Identifiant : ARLHS : USA-626 - Amirauté : G3676 - USCG : 6-0005 .
|                 |
| Le phare (USCG) |

|                 |
| Le phare (2016) |

|            |
| La station |

### Lien connexe
- Liste des phares de la Californie